# 染髪

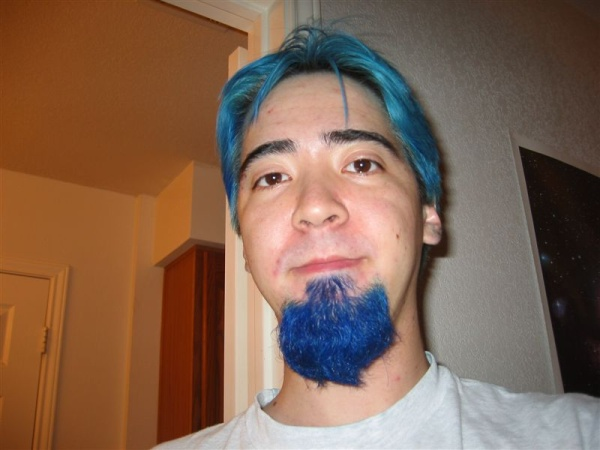
青く髪とひげを染めた男性。

染髪（せんぱつ）は、頭髪を染色すること。このために用いる薬品をヘアカラーリング剤という。
染髪には、一般的なカラーリングの他、ヘアマニキュアやブリーチなど様々な種類がある。髪の毛の色を好みで明るくすること、老齢による白髪を染めることがよく行われる。
髪染め（かみぞめ/かみそめ）、染毛（せんもう）、ヘアカラーリング、もしくは単にカラーリングともいう。

## 歴史
古代の染髪剤は植物から採取されていた。よく知られているものに、ヘンナ、インディゴ, en:Cassia obovata、センナ、ウコン、そしてアムラがある。他にもkatam (buxus dioica)、黒くるみの殻、赤黄土そしてリーキが使われていたことも知られている。古代アッシリアではハーブを使って髪を染めるレシピがあった。古代エジプトでは植物のヘンナを用いて染髪をしていた。古代ギリシアの歴史家シケリアのディオドロスはケルト人がブロンドに染める習慣があったことを記述している。
日本では、『平家物語』において、平安時代末期に斎藤実盛が白髪を墨汁でもって染めて最期の合戦に臨んだことが知られる。
1661年の書籍『Eighteen Books of the Secrets of Art & Nature』には、髪を黒、金、緑、赤、黄、そして白に染める様々な手法が説明されている。
自然の染料ではなく化学合成による染髪剤は、1860年代に発見されたp-フェニレンジアミン (PPD) を材料としてロレアルの創設者であるジェーヌ・シュエレールが1907年に開発・発売したものである。1947年、ドイツの美容品会社ヘンケル (Schwarzkopf) が世界初の自宅髪染め製品"Poly Color"を発売した。
アレクサンドリアのクレメンスはコルキスの王女メーデイアが髪染めを考案したという伝承を伝える。

## 色合い
基本となる色をここでは紹介する。
- 灰 - 灰色（アッシュ）をベースにした、ややくすんだ色合いのことだが、ヘアカラーでは元となる髪の色と合わせるために、ブルーが強い色合いである。
- マット - 緑色をベースにした、ややくすんだ色合いのこと。枯葉色とも言われる。日本人特有の髪の赤みを抑える。
- カッパー - 十円硬貨のような赤銅色。日本人の髪質はやや赤みがあるので最も定着しやすく、褪色も遅いと言われる。
- 紫 - カッパーに近づくとピンク、アッシュに近づくとラベンダーなどと称される。白髪をカバーしたいときに適量用いると白髪に出やすい、黄色味を目立たなくする効果がある。
- 黄色 - ベージュとも称される。髪の明度をあげて用いると自然な明るさがでる。
- 黒 - 青みがかったブルーブラックや、ややくすんだアッシュブラックなど様々な種類がある。

各色名については各メーカーのヘアカラー剤を参照のこと。

## 色の明るさ
髪の色の明るさはレベルと呼ばれ、明るさによって1レベルから18レベルくらいまでのレベルがある。数字が大きいほど明るく、小さいほど暗くなる。一般的な日本人の地毛は、だいたい5～6レベル程度の明るさである。
ハイライト
もとの髪色よりも明るい色を筋状に入れて染髪すること。全体を軽やかに見せたり、立体感を出す効果があり、全体のアクセントとしてもよく用いられる。
ローライト
ハイライトとは反対に、もともとの髪の色よりも暗めの色を筋状に入れて染髪すること。立体感を出したり、髪全体の印象を落ち着かせて見せる効果がある。
インナーカラー
髪の内側を表面の髪色と異なる明るさ色味で染めるデザイン。髪を耳にかけた時や髪をかき上げた時に見え隠れすることでヘアスタイルのアクセントになる。耳周りに入れるとイヤリングカラーと呼ばれる。
フェイスフレーミングカラー
フェイスラインに沿わせてベースカラーとは異なる色で染めるデザインカラー。

## 黒染め
黒染めとは髪を黒くあるいは自然な髪色に染めることのここでの言い方。一般的には『シェード』や『グレイカラー』と称する。かつては白髪を染める目的がほとんどであったが、1990年代中盤以降は、染髪によって茶髪や金髪に染める人が増えるとともに、それらを黒髪に戻すための目的も増えている。
白髪を隠すための黒染め
平安時代末期の武将である斎藤実盛は、最期くらい若々しく戦いたいと言う思いから墨汁で髪を染めたと記述されており、白髪を隠す目的で黒に染める行為は、かつてから行われてきた。
現在では、根元から伸びる白髪が目立たない様、白髪に近い色を部分的に入れ黒髪と混ざり合うことで自然にぼかす手法も行われている。
就職活動のための黒染め
日本において、1990年代中盤のアムラーブームなどとともに、ファッション目的で髪を茶髪や金髪にしたりする行為が一般化した。特に大学や専門学校などにおいては、髪の色に関する校則を設けていないところがほとんどである。
しかし、ほとんどの企業が面接試験において髪の色を採用の判断基準の項目に入れているため、明るい色に染めた多くの学生は、就職活動を始める頃には髪の色を黒に戻す。また、アルバイトの面接試験などでも髪の色が判断基準の項目に入っている場合もある。髪の色の種類が多い欧米では、入社試験を髪の色で判断する企業は少ない。
ファッションによる黒染め
茶髪などの明るい髪色にしていたものの、再び髪を自然な黒に染め戻す人もいる。また、元々が黒髪やそれに近い人でも、さらに濃い黒い色（ブルーブラック）にするために黒染めする人もいる。
学校の頭髪チェックによる黒染め
中学生や高校生の中には、校則違反になる心配のない夏休み、冬休み、春休みの短期間だけファッション目的で髪の色を変える人がいる。しかし、中学校や高校においては、休み明けの学期始めなどに頭髪チェックを行うため、これに引っかからないよう休みの終わりやチェックの前日（抜き打ちは除く）に髪の色を戻す人がいる。これに引っかかった生徒は学校で黒染めされることもある。
また、生まれつき髪の色が黒くない人が、頭髪チェックで「髪が黒くない」とみなされ、不当な理由で学校から黒染めされる事例もあり、それによって生徒が接触性皮膚炎になったという問題も起きている。

## 日本での流行
1. 1970年代の流行：若者の一部を中心としたファッドに過ぎない。不良や水商売と見られる傾向。
2. 1990年代の流行：渋谷系の若者が発信源。1995年前後にブリーチやヘアカラーリングを採用していた革新的先駆者、その後おしゃれ志向の若者が茶髪化し（早期採用者）、2000年頃までには若者世代以外もカラーリングが定着。茶髪は勿論、金髪も普通になる（追従者）[15]。

## 関連文献
- “「やっちゃお、攻めカワ」広がる髪色の自由化”. 読売新聞 (2023年6月10日). 2024年12月30日閲覧。